# 湾区智慧广场

湾区智慧广场，是中国深圳市的一座摩天大楼，位于福田区华富村东、西区旧住宅区改造项目，高358公尺、65层楼，于2021年动工、预计2025年完工，是深圳第十三高楼。